# Cowlington
Cowlington – miasto w Stanach Zjednoczonych, w stanie Oklahoma, w hrabstwie Le Flore.